# Holocryptis nymphula
Holocryptis nymphula är en fjärilsart som beskrevs av Hans Rebel 1909. Holocryptis nymphula ingår i släktet Holocryptis och familjen nattflyn. Inga underarter finns listade i Catalogue of Life.